# Aleksandr Panfilov
Aleksandr Panfilov (in russo Алекса́ндр Панфи́лов?; Biškek, 11 ottobre 1960) è un ex pistard uzbeko, fino al 1991 sovietico.

## Palmarès

### Olimpiadi
- 1 medaglia:
  - 1 argento (Mosca 1980 nel cronometro[1])